# FET timetable
FET è un software gratuito e open source per la pianificazione automatica dell'orario di una scuola, una scuola superiore o un'università. FET è scritto in C++ usando il framework applicativo multipiattaforma Qt. Inizialmente, FET stava per "Orario evolutivo gratuito"; poiché non è più evolutivo, la E nel mezzo può rappresentare qualsiasi cosa l'utente preferisca.
Sono disponibili versioni personalizzate di FET per le scuole superiori marocchine, algerine e statunitensi.

## Funzionalità FET
- Localizzato in molte lingue;[2]
- Algoritmo di generazione completamente automatico, che consente anche allocazione semi-automatica o manuale;
- Implementazione indipendente dalla piattaforma;
- Formato XML modulare flessibile per il file di input;
- Import / export da e verso formato CSV;
- Gli orari risultanti vengono esportati nei formati HTML, XML e CSV;